# Román Subiza
Román Alfredo Subiza (San Nicolás de los Arroyos, 5 de agosto de 1913 - Buenos Aires, 18 de junio de 1955) fue un jurisconsulto y político argentino que ejerció como ministro de Asuntos Políticos entre 1949 y 1955, en la presidencia de Juan Domingo Perón, y que fue autor intelectual del sistema electoral de representación uninominal que rigió en el país entre 1951 y 1955. Además fue interventor federal en las provincias de Catamarca, Santiago del Estero y Córdoba entre los años 1946 y 1948.

## Biografía
Nació en San Nicolás de los Arroyos (provincia de Buenos Aires), el 5 de agosto de 1913. Sus padres fueron Pascual Subiza y María Rosa Deck. Ingresó a la Facultad de Derecho y Ciencias Sociales de la Universidad de Buenos Aires, graduándose de abogado en 1934 con summa cum laude. Adhirió a la Unión Cívica Radical.
Tras el doctorado en Jurisprudencia en la Universidad de Buenos Aires icia la carrera judicial siendo designado como juez de paz de la ciudad de Junin.
Se desempeñó como titular de las cátedras de derecho en la Facultad de Humanidades de la Universidad Nacional de La Plata y de Filosofía de la Universidad de Buenos Aires. El 4 de junio de 1943,  el interventor federal de la provincia de Buenos Aires, Juan Atilio Bramuglia, lo nombró comisionado municipal en San Nicolás. Además, se desempeñó como sub-asesor letrado de la Policía de la provincia de Buenos Aires en el Departamento judicial del norte. En 1945 fue elegido intendente de San Nicolás.
En 1946, al asumir la presidencia el general Perón, ocupa el cargo de Secretario de Asuntos Políticos. Esta dependencia sería elevada luego a la categoría de ministerio. En dicha función impulsó la modificación del sistema electoral establecido en la Ley Sáenz Peña, por el "método de las Circunscripciones Uninominales" mediante la llamada "ley Subiza" que al ser aplicado en las elecciones de noviembre de 1951, sumado a un diseño artificioso de los distritos trajo una drástica disminución del número de diputados opositores en el Congreso Nacional. Fue redactor de la Ley 13.529 Orgánica de los Ministerios que proponía una organización científica de gobierno, la racionalización correspondiente y la fiscalización y perfeccionamiento de las funciones técnicas de gobierno y administración a fin de eliminar instancias burocráticas. Era reconocido por su conocimiento en profundidad de la jurisprudencia norteamericana y estudioso de los sistemas parlamentario europeos, modelo que estudio aplicar en Argentina. Fue también profesor universitario, en la cátedra de Derecho Constitucional en la Facultad de Derecho y Ciencias Sociales de la Universidad de Buenos Aires.

## Interventor federal de Córdoba y Santiago del Estero
El 12 de junio de 1947, meses antes se había dado un pedido de juicio político al entonces gobernador Alvarado, presentado por Horacio Stábile, representante de 25 de Mayo. La Cámara pasó la documentación a la Sala Acusadora. La Comisión Investigadora de carácter constitucional, formada por más de ocho partidos políticos, dispuso la culpabilidad de Alvarado a los efectos del juicio político estaba constituida por Francisco Jaime Gonzáles, Juan S. Olivares, Domingo Palacios Balaguer, Lucio M. Pedroza y P. Antonio Sánchez. Sin embargo el gobernador Alvarado presenta la renuncia. Ante este estado de acefalía el Senado de la Nación Argentina dispuso enviar a la provincia de Córdoba a Subiza como interventor.
Asumió el gobierno de Córdoba el 14 de junio de 1947, reteniendo su cargo de Secretario de Asuntos Políticos de la presidencia.[cita requerida] Sus ministros fueron Néstor Maciel Crespo, de gobierno; Horacio de León Belloc, de hacienda; y Almerindo di Bernardo, de obras públicas, tres días más tarde, el 17 de julio de ese año, se hizo cargo de la intervención el general de división Aristóbulo Vargas Belmonte quien convoca a elecciones para normalizar la situación de la provincial.
En 1948 es nombrado interventor federal en la provincia de Santiago del Estero, asumió el 31 de enero y renunció el 29 de abril.[cita requerida] El 22 de febrero de 1954, en los comicios efectuados ese día, Subiza es electo senador nacional por la provincia de Buenos Aires, asumiendo el 26 de abril de 1955.
El 18 de junio de 1955 Subiza tiene una reunión con su esposa y Riobó en un estudio jurídico y en circunstancias poco claras recibe un disparo y muere. Riobó fue condenado por homicidio y luego indultado por el dictador Pedro Eugenio Aramburu, durante el régimen militar autodenominado "Revolución Libertadora". Murió asesinado en un estudio jurídico Buenos Aires, el 18 de junio de 1955.

## Muerte de Subiza
Raúl Riobóo (Riobo o Rioboo) era un reconocido caudillo de la zona de Esquel, que es designado por Juan Domingo Perón, como gobernador del Territorio del Chubut en el año 1946, su hermana estaba casada con Román Subiza. Al año siguiente Subiza tiene una discusión con su mujer y ésta viaja a Chubut a ponerse bajo la protección del su hermano, trayendo a los hijos comunes con ella. Raúl Riobó, al enterarse del arribo de Subiza, ordena a la policía que resista el avance de los gendarmes en el puente de Rawson y así lo hace la policía, permitiendo únicamente el paso de un diligenciador quien se presenta en el Juzgado Federal, en ese entonces a cargo interinamente de Elicagaray, el que no le da trámite al exhorto, o por lo menos no lo hace de manera inmediata, permitiendo así que la hermana de Riobó (esposa de Subiza) saliera de Rawson por otra ruta junto con sus hijos.[cita requerida]
Román Subiza retorna a Buenos Aires y en los días suguientes es destituido Riobó como gobernador del Territorio, asignándosele un consulado en Europa, y reemplazado el Juez a cargo Elicagaray.[cita requerida]
El 18 de junio de 1955 Subiza tiene una reunión con su esposa y Riobó en un estudio jurídico y en circunstancias poco claras recibe un disparo y muere. Riobó fue condenado por homicidio y luego indultado por Pedro Eugenio Aramburu, durante la "Revolución Libertadora". Aparentemente quien habría matado a Subiza sería su esposa y Riobó se habría autoincriminado para evitar la condena perpetua por homicidio agravado por vínculo de su hermana.